# Ивановская (Вельский район)
Ивановская — деревня в Вельском районе Архангельской области. Входит в состав муниципального образования «Судромское»

## География
Деревня расположена в 36 километрах на север от Вельска на федеральной автотрассе М8 «Холмогоры», на левом берегу реки Вага (приток Северной Двины) близ впадения в неё притока Пайтова Солда. Ближайшие населённые пункты: на севере деревня Прилуки, на западе посёлок Иванское, на юге посёлок Погост, являющийся административным центром муниципального образования.
Часовой пояс
Ивановская, как и вся Архангельская область, находится в часовой зоне МСК (московское время). Смещение применяемого времени относительно UTC составляет +3:00.

## Население
| 2002 | 2010 | 2012 | 2014 |
| ---- | ---- | ---- | ---- |
| 61   | ↗63  | ↗71  | ↘64  |

## История
Указана в «Списке населённых мест по сведениям 1859 года» в составе Вельского уезда Вологодской губернии под номером «2279» как «Иванская(Ивановка)». Насчитывала 6 дворов, 22 жителя мужского пола и 20 женского.
В материалах оценочно-статистического исследования земель Вельского уезда упомянуто, что в 1900 году в административном отношении деревня входила в состав Судромского сельского общества Устьвельской волости. На момент переписи в селении Ивановское находилось 10 хозяйств, в которых проживало 32 жителя мужского пола и 39 женского.